# Hepsi
Hepsi, eller Grup Hepsi, var en tjejgrupp från Turkiet som sjöng R&B/pop. Medlemmarna i gruppen var Cemre Kemer, Eren Bakıcı, Gülçin Ergül och Yasemin Yürük, som samtliga är från Istanbul. Gruppen bildades år 2005.
Det har också gjorts en tv-serie om gruppen. Den började 2007 och slutade sommaren 2008.

## Diskografi
- 2005: Hepsi 1
- 2006: Hepsi 2
- 2008: Şaka (10+1)
- 2010: Geri Dönüşüm